# Elvis Stojko
Elvis Stojko (ur. 22 marca 1972 w Newmarket) – kanadyjski łyżwiarz figurowy, startujący w konkurencji solistów. Jest dwukrotnym wicemistrzem olimpijskim z Lillehammer i Nagano (1994, 1998), trzykrotnym mistrzem świata (1994, 1995, 1997), mistrzem czterech kontynentów (2000), medalistą finału Grand Prix (zwycięstwo w 1996) oraz siedmiokrotnym mistrzem Kanady. Zakończył karierę amatorską w 2002.
Był pierwszym łyżwiarzem, który podczas zawodów wykonał kombinację skoków poczwórny-podwójny (mistrzostwa świata w 1991), również pierwszym, który wykonał kombinację poczwórny-potrójny skok (mistrzostwa świata w 1997).
jego ojciec jest Słoweńcem, a matka Węgierką.

## Osiągnięcia
| Zawody                            | 89–90          | 90–91          | 91–92          | 92–93          | 93–94          | 94–95          | 95–96          | 96–97          | 97–98          | 98–99          | 99–00          | 00–01          | 01–02          |                |                |                |                |
| Międzynarodowe                    | Międzynarodowe | Międzynarodowe | Międzynarodowe | Międzynarodowe | Międzynarodowe | Międzynarodowe | Międzynarodowe | Międzynarodowe | Międzynarodowe | Międzynarodowe | Międzynarodowe | Międzynarodowe | Międzynarodowe | Międzynarodowe | Międzynarodowe | Międzynarodowe | Międzynarodowe |
| --------------------------------- | -------------- | -------------- | -------------- | -------------- | -------------- | -------------- | -------------- | -------------- | -------------- | -------------- | -------------- | -------------- | -------------- | -------------- | -------------- | -------------- | -------------- |
| Igrzyska olimpijskie              |                |                | 7              |                | 2              |                |                |                | 2              |                |                |                | 8              |                |                |                |                |
| Mistrzostwa Świata                | 9              | 6              | 3              | 2              | 1              | 1              | 4              | 1              | WD             | 4              | 2              | 10             |                |                |                |                |                |
| Mistrzostwa Czterech Kontynentów  |                |                |                |                |                |                |                |                |                | 3              | 1              |                |                |                |                |                |                |
| GP Finał Grand Prix               |                |                |                |                |                |                | 2              | 1              | 2              |                | 2              |                |                |                |                |                |                |
| GP Nations Cup                    |                |                |                |                |                | 1              |                |                | 1              |                |                |                | 6              |                |                |                |                |
| GP NHK Trophy                     |                |                | 2              |                |                | 1              | 1              |                |                |                |                | WD             |                |                |                |                |                |
| GP Skate America                  |                | 8              |                |                |                |                |                |                |                | 4              | 3              |                |                |                |                |                |                |
| GP Skate Canada International     |                |                | 1              | 1              |                | 1              |                | 1              | 1              | 2              | 2              |                | 2              |                |                |                |                |
| GP Trophée Lalique                |                |                |                |                |                |                | 3              | WD             |                |                |                |                |                |                |                |                |                |
| Memoriał Karla Schäfera           | 2              |                |                |                |                |                |                |                |                |                |                |                |                |                |                |                |                |
| Piruetten                         |                |                |                |                | 1              |                |                |                |                |                |                |                |                |                |                |                |                |
| Krajowe                           |                |                |                |                |                |                |                |                |                |                |                |                |                |                |                |                |                |
| Mistrzostwa Kanady                | 2              | 2              | 2              | 2              | 1              |                | 1              | 1              | 1              | 1              | 1              |                | 1              |                |                |                |                |
| GP = Grand Prix; WD = Wycofał się |                |                |                |                |                |                |                |                |                |                |                |                |                |                |                |                |                |